# 九龍居民協會
九龍居民協會（英語：Kowloon Residents' Association）是香港最早期成立的政治組織之一，由一群居住在九龍半島的歐洲人於1920年1月成立，以敦促港府在九龍半島上進行更多公共事業的發展。

## 歷史
1920年1月，九龍居民協會成立。他們要求在九龍修築更多道路與公共設施、管制高昂的租金、提供康樂設施、與要求設立類似山頂般的歐籍人士居住區等。同年，它與香港憲制改革協會共同組成聯合委員會，要求港府增加立法局代表他們的議席，但被時任港督司徒拔於1922年以他們為「寥寥可數的過客」為由拒絕。
他們認為參與香港管治的達官貴人，大多居於山頂、半山一帶，對本土居民的需要不瞭解，難以解決九龍居民的需要。但九龍居民協會代表的，只是九龍歐裔居民的權益，並甚少保護華裔居民的權益，這從他們要求設立華洋隔離居住區域可見一斑。
九龍居民協會的成員參與不少公共服務，如立法局、潔淨局（後來的市政局）等。潔淨局議員布力架和立法局非官守議員曹善允皆是此會的會員之一。在二次大戰後復辦的1952年市政局選舉中，前九龍居民協會會員雷瑞德代表香港革新會參與選舉勝出，但在1953年的選舉中落敗。

## 政績
1920年2月成立後，協會去信港府，要求改善九龍區的醫院服務，結果九龍醫院在去信後的五年後落成，為九龍居民提供醫療服務。
1924年10月，協會與當時香港三間巴士公司會面，要求他們引進更多新型號的大型巴士，以換取他們反對在九龍興建電車系統。
1927年，九龍居民協會要求政府在九龍半島加設街燈及強化在九龍道路行駛的車輛車頭燈亮度。